# Gare de Bastogne-Nord
La gare de Bastogne-Nord est une ancienne halte ferroviaire belge de la ligne 163, de Libramont à Gouvy située dans la ville de Bastogne, dans la province de Luxembourg en Région wallonne.

## Situation ferroviaire
La gare de Bastogne-Nord était située au point kilométrique (PK) 29,8 de la ligne 163, de Libramont à Gouvy et Saint-Vith entre la gare de Bastogne-Sud et la halte de Bizory.

## Histoire
La section de Bastogne-Sud à Bourcy de la ligne de Bastogne à Gouvy est livrée à l'exploitation le 26 octobre 1884 par les Chemins de fer de l'État belge. La halte de Bastogne sera mise en service le 14 février 1887 non loin de la bifurcation avec la petite ligne internationale vers Benonchamps et Wiltz, qui entre en service le 22 septembre de la même année et sera principalement exploitée par les trains du réseau Prince-Henri. Cette ligne ferme aux voyageurs en 1951 à l'exception de quelques parcours occasionnels en hiver et des trains de marchandises jusqu'en 1967.
La SNCB supprime les trains de voyageurs de la ligne 163 au-delà de Bastogne-Sud 3 juin 1984, puis ceux de marchandises en 1991. Entre-temps, en 1989, la SNCB a accepté de rouvrir la gare de Bastogne-Nord aux voyageurs afin d'en faire le terminus de la ligne. Le 22 mai 1993, la SNCB supprime les trains de voyageurs de la ligne 163 à titre provisoire (remplacés par des bus) puis définitivement.
Le bâtiment de la gare, déjà désaffecté du service ferroviaire en 1993, a été réaménagé en restaurant. L'aile la plus proche du passage à niveau a disparu.

## Patrimoine ferroviaire
Le bâtiment des recettes, occupé par le restaurant l'Ancienne gare appartient à un plan type relativement rare des Chemins de fer de l'État belge pour les haltes ferroviaires peu avant la mise au point du plan type de 1893, plus connu. Le corps de logis en « L » était autrefois accolé à une aile basse de quatre travées démolie depuis. Sa façade est en pierre avec des ornements en briques ; les murs côté rue ayant été recouverts d'enduit.

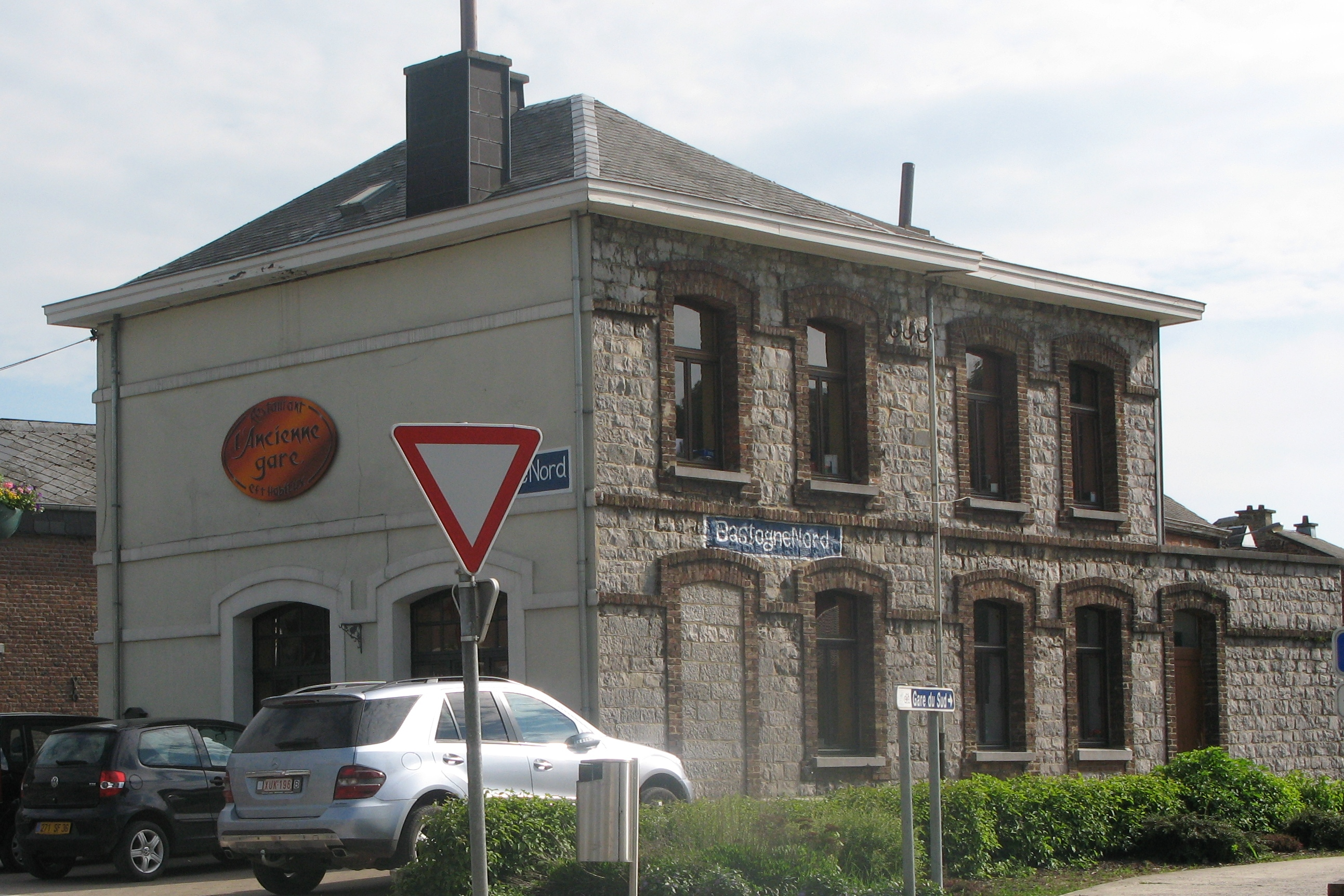
Bâtiment côté voies depuis le rond-point.
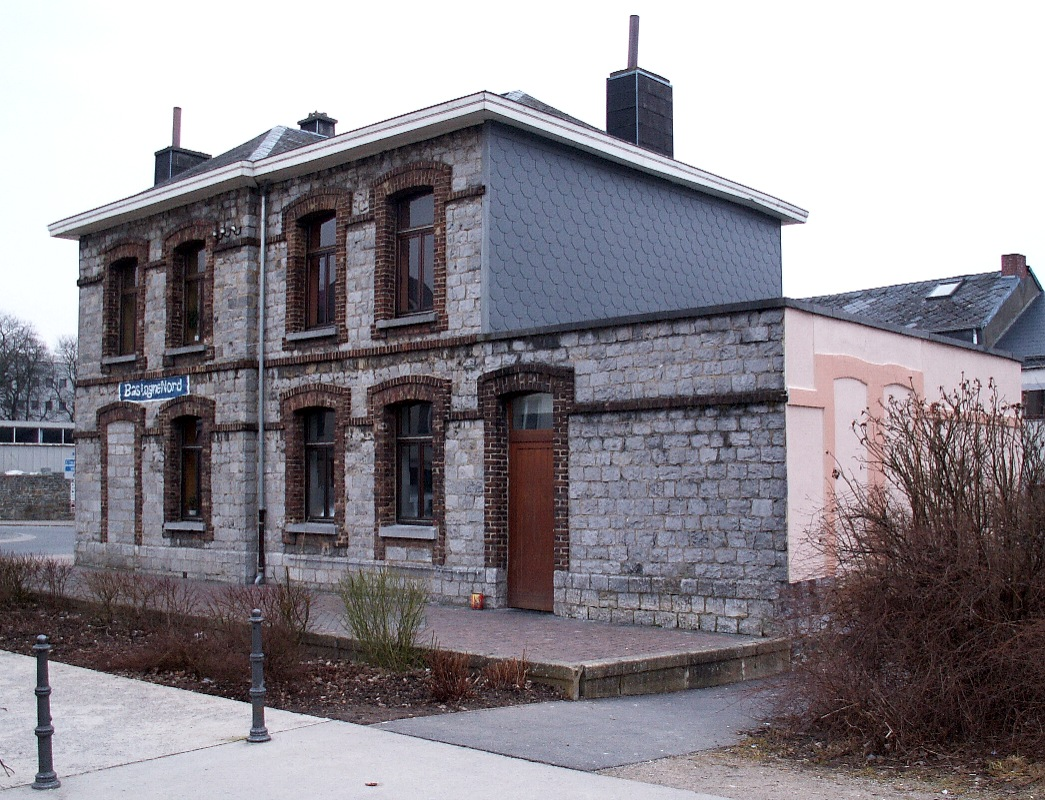
En 2009.
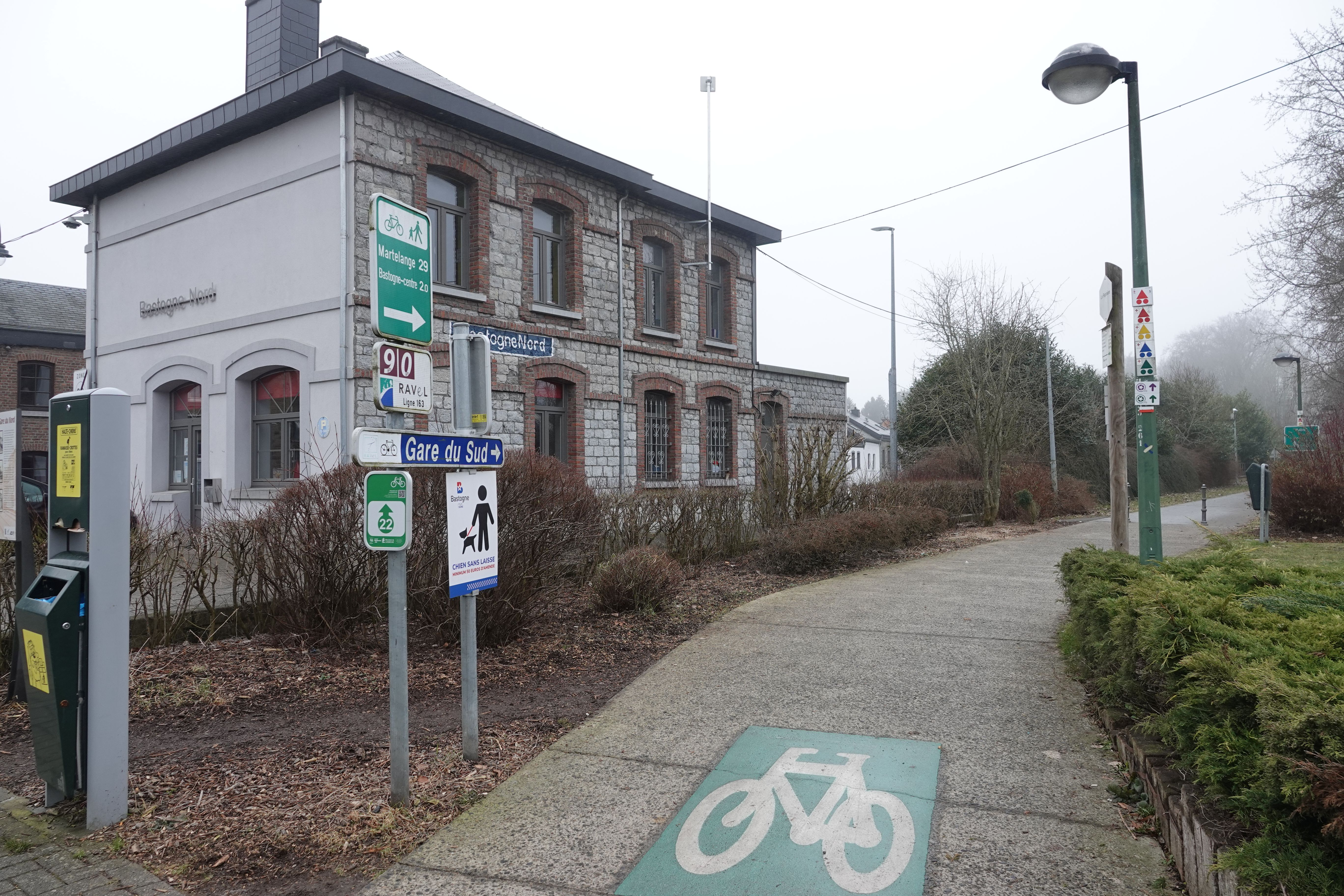
Vu depuis le RAVeL.
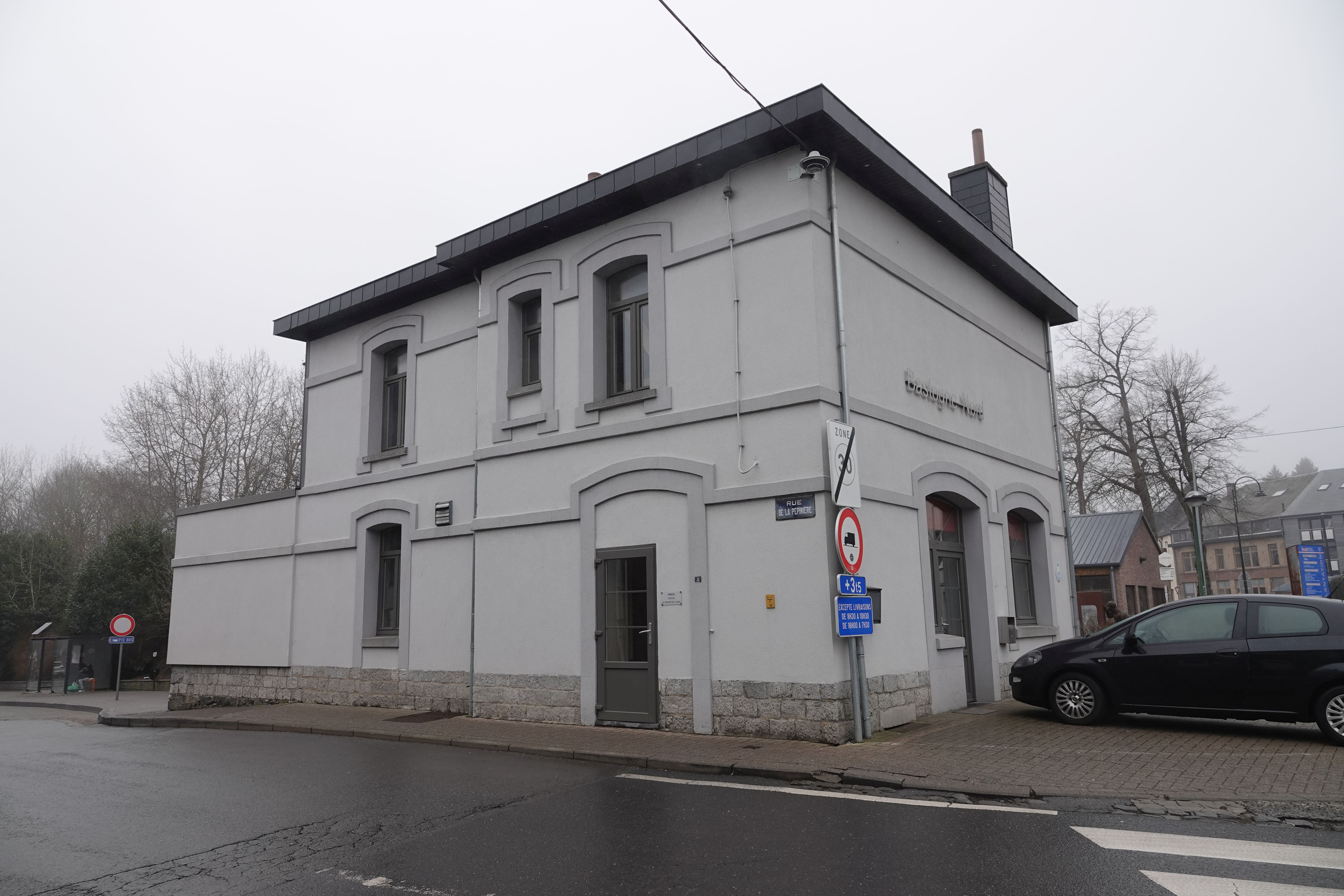
Côté rue.